# Översättare
| Översättare |
| --- |
| Hieronymus i studerkammaren, kopparstick av Albrecht Dürer (1514). - Betydelse – den som gör en översättning av text - Varianter – fack-, litterär, juridisk och teknisk översättare, terminolog, undertextare - Skyddshelgon – Hieronymus - Relaterade begrepp – tolk |

En översättare arbetar med översättning, av till exempel texter eller filmer, från ett språk till ett annat. Om översättningen är muntlig och situationsbunden kallas översättaren tolk, ett ord som också kan användas vid översättning av diktverk. Den som översätter film, skriver antingen textning (undertexter) eller översätter filmmanusets repliker för dubbning av filmen.
Översättarnas skyddshelgon är kyrkofadern och bibelöversättaren Hieronymus.

## Specialisering
Facköversättare specialiserar sig på ett eller flera ämnen, till exempel handel eller ekonomi, medicin eller farmakologi, inom ett tekniskt område eller inom rättssystemet. Facköversättningar utgör den i särklass största andelen av översättningsmarknaden. Det bör noteras att en översättare inte nödvändigtvis blir skickligare ju fler ämnen denne är verksam inom, eftersom det är mycket tidskrävande att hålla sig ajour med utvecklingen.
Till professionella översättare räknas också de juridiska översättarna. Dessa översätter till exempel avtal eller andra typer av juridiska dokument. I Tyskland anlitas till exempel de juridiska översättarna av tingsrätterna som genom edgång förbinder sig att genomföra korrekta översättningar. Då översättaren fått ett sådant tillstånd kan de bekräfta riktigheten och fullständigheten av översättningen till målspråket. Denna bestyrkta översättning är giltig som skriftlig bevisning vid prövning av myndigheter och i domstol, till exempel då medborgare av olika nationalitet skall ingå äktenskap.
En annan undergrupp översättare är de tekniska översättarna, som översätter olika sorters dokument av teknisk natur; det kan gälla programvaror, instruktionsböcker och anvisningar som skall anpassas till en lokal marknad. I arbetet ingår inte bara att översätta själva texten, utan även att göra nationella anpassningar, till exempel hur datum skrivs eller användningen av lokala symboler och kulturella begrepp. En sådan översättning kan vara nödvändig för att en leverantör skall kunna ta sig in på en ny marknad.
Litterära översättare översätter litteratur, till exempel romaner, lyrik och serier, men även faktaböcker eller tidskriftsartiklar. De litterära översättningarna är i praktiken av mindre ekonomisk betydelse, men uppmärksammas betydligt mer än vad andra översättarinriktningar gör. En litterär översättning är på samma sätt som den ursprungliga texten skyddad av upphovsrätt.
Terminologer skapar och underhåller olika terminologiska databaser, till exempel för stora företag, myndigheter och branschorganisationer. En terminologidatabas innehåller alla nödvändiga och specifika termer för ett bolags eller en myndighets verksamhet med motsvarigheter på andra språk. 

## Olika länder

### Finland och Sverige
Den mer kvalificerade översättningsverksamheten i Sverige inleddes på 1380-talet, vid Vadstena kloster, i samband med översättningen till svenska av Birgittas uppenbarelser. Översättarna vid klostret var centrala i den svenska textproduktionen ända in i 1500-talet, och man översatt inledningsvis mest från latin och senare mer från tyska.
Många svenska översättare av skönlitteratur och facklitteratur är medlemmar i Översättarsektionen inom Sveriges Författarförbund och/eller Översättarcentrum. Översättare för film och TV företräds fackligt av en avdelning inom Teaterförbundet, och några är medlemmar av Filmöversättarnas förening (FÖF). Facköversättare kan bli medlemmar i Sveriges facköversättarförening (SFÖ).
Auktoriserad translator är en av Kammarkollegiet auktoriserad översättare. I Finland sköter Utbildningsstyrelsens examensnämnd denna auktorisering. Kammarkollegiet utfärdar auktorisation efter ett kunskaps- och färdighetsprov. Auktorisation utfärdas för ett främmande språk till svenska eller från svenska till ett främmande språk. Provet för auktorisation som translator är ett skriftligt översättningsprov med tre delar: ett med juridiskt, ett med ekonomiskt och ett med allmänt innehåll. Kraven för att godkännas i provet är höga. En auktoriserad translator kan bli medlem i Föreningen Auktoriserade Translatorer (FAT).
Översättarutbildning i organiserad form finns vid några högskolor och universitet. Tolk- och översättarinstitutet vid Stockholms universitet är samordnande instans för de olika utbildningarna.

### Tyskland och Österrike
Titeln översättare är – i motsats till titlar som läkare eller Notarius Publicus – inte skyddade i lag i Tyskland eller Österrike och därmed ett yrke som får bedrivas utan att man genomgått en formell prövning. Däremot finns vissa titlar som är skyddade eftersom de är förknippade med officiellt godkännande, till exempel "officiellt utsedd och auktoriserad translator" (öffentlich bestellter und beeidigter Übersetzer) eller "auktoriserad translator" (ermächtigter Übersetzer, allgemein beeidigter Übersetzer). Dessa titlar varierar beroende på var man är verksam och hur kunskapen förvärvats och officiellt verifierats. Bland sådana titlar finns även staatlich geprüfter Übersetzer, akademisch geprüfter Übersetzer, Diplom-Übersetzer, B.A. Übersetzen och  Master Übersetzungswissenschaft.